# Ayudha
Ayudha (IAST : āyudha) signifie littéralement « arme ». Ce terme désigne les attributs d’un dieu, tel que le trident (trishula) de Shiva, même si ceux-ci ne sont pas des armes à proprement parler, tels que le lotus de Vishnu ou la cloche (ghanta) de Durga. Ces attributs peuvent être personnifiés (ayudha-purusha (en), « homme-arme »), voire déifiés, comme le disque (chakra (en)) et la massue (gada) de Vishnu, nommés respectivement Sudarshana (le nom propre du disque de Vishnu) et Gadadevi (déesse Massue). Selon les textes canoniques, les ayudha-purusha sont représentés dans le système de proportions de 8 tala. Ils portent le karanda-mukuta sur la tête et ont les mains jointes en anjali-mudra. Ils peuvent avoir leur arme respective soit dans les mains, soit au-dessus de leur tête.